# کورارای
کورارای (انگلیسی: Kuraray) شرکت صنایع شیمیایی ژاپنی است، که در سال ۱۹۲۶ تأسیس شد.